# 신장위
신장위(伸長位)는 인간의 체위의 일종이다. 정상위의 변형이며, 여성이 아래에서 반듯하게 누워 양 다리를 닫듯이 뻗고 남성이 위에서 양 다리를 여성의 닫혀진 양 다리의 좌우에 두고 성기 결합을 한다.